# Editors
Editors és un grup de música indie que es va formar el 2002 a Birmingham (Anglaterra, Regne Unit). Abans de dir-se Editors van ser coneguts amb el nom de Pilot, The Pride i Snowfield. Els integrants són Tom Smith (veu, guitarra i piano), Chris Urbanowicz (guitarra i sintetitzador), Russel Leetch (baix elèctric i veu) i Ed Lay (percussió).
Dels seus dos primers àlbums es van vendre gairebé 2 milions de còpies: The Back Room (2005) i An End Has A Start (2007). Del primer, el tema més conegut és "Munich", mentre que del segon, que va arribar a ser número 1 a les llistes d'àlbums més venuts del Regne Unit el juny de 2007, conté temes com "The Racing Rats" i "Smokers Outside The Hospital Doors". A l'octubre de 2009 va sortir el seu tercer disc, In This Light And On This Evening, amb èxits com "Papillon" i "Bricks And Mortar". Aquest últim té un caire més sintètic i aspre, cosa que suposa un veritable canvi respecte als dos anteriors.
El seu so s'ha comparat amb el de Joy Division, Interpol, The Strokes i U2. Van ser teloners de Franz Ferdinand, i l'any 2008 el diari The Mail on Sunday els va declarar el segon millor grup de música anglès de la dècada, per darrere d'Arctic Monkeys.
La música normalment la compon Tom Smith, mentre que el procés d'escriure les lletres ho fan de manera conjunta; aquestes són una mica ambigües perquè la gent pugui extreure'n les seves pròpies conclusions, segons diu Smith.

## Discografia
- 2005 - The Back Room (Kitchenware Records)
- 2007 - An End Has a Start (Kitchenware Records)
- 2009 - In This Light and on This Evening (Kitchenware Records)
- 2013 - The Weight of Your Love (PIAS)
- 2015 - In Dream (PIAS Recordings)